# 第21回アカデミー賞
第21回アカデミー賞（だい21かいアカデミーしょう）は、1948年の映画を対象としており、授賞式は1949年3月24日に行われた。司会はジョージ・モンゴメリーが務めた。
史上初めて、非ハリウッド製作である『ハムレット』が作品賞を受賞した。また、ローレンス・オリヴィエが監督賞と演技賞に同時ノミネートされたが、これも初めてのことである。
『黄金』のハンフリー・ボガートは男優賞にノミネートすらされなかったが、これはアカデミー賞史上最大の汚点のひとつであるという意見も存在する。
今回より新たに衣裳デザイン賞が設置された。

## 受賞とノミネート一覧
太文字のものが受賞である。
| 作品賞 | 監督賞 |
| --- | --- |
| - 『ハムレット』 - 『ジョニー・ベリンダ』 - 『赤い靴』 - 『蛇の穴』 - 『黄金』 | - ジョン・ヒューストン – 『黄金』 - アナトール・リトヴァク – 『蛇の穴』 - ジーン・ネグレスコ – 『ジョニー・ベリンダ』 - ローレンス・オリヴィエ – 『ハムレット』 - フレッド・ジンネマン – 『山河遥かなり』 |
| 主演男優賞 | 主演女優賞 |
| - ローレンス・オリヴィエ – 『ハムレット』 - リュー・エアーズ – 『ジョニー・ベリンダ』 - モンゴメリー・クリフト – 『山河遥かなり』 - ダン・デイリー – When My Baby Smiles at Me - クリフトン・ウェッブ – 『愉快な家族』 | - ジェーン・ワイマン – 『ジョニー・ベリンダ』 - イングリッド・バーグマン – 『ジャンヌ・ダーク』 - オリヴィア・デ・ハヴィランド – 『蛇の穴』 - アイリーン・ダン – 『ママの想い出』 - バーバラ・スタンウィック – 『私は殺される』 |
| 助演男優賞 | 助演女優賞 |
| - ウォルター・ヒューストン – 『黄金』 - チャールズ・ビックフォード – 『ジョニー・ベリンダ』 - ホセ・フェラー – 『ジャンヌ・ダーク』 - オスカー・ホモルカ – 『ママの想い出』 - セシル・ケラウェイ – 『幸福の森』 | - クレア・トレヴァー – 『キー・ラーゴ』 - バーバラ・ベル・ゲデス – 『ママの想い出』 - エレン・コービイ – 『ママの想い出』 - アグネス・ムーアヘッド – 『ジョニー・ベリンダ』 - ジーン・シモンズ – 『ハムレット』 |
| 原案賞 | 脚色賞 |
| - 『山河遥かなり』 – リチャード・シュヴァイザー、デイヴィッド・ウェクスラー - 『ルイジアナ物語』 – ロバート・フラハティ、フランセス・フラハティ - 『裸の町』 – マルヴィン・ウォルド - 『赤い河』 – ボーデン・チェイス - 『赤い靴』 – エメリック・プレスバーガー | - 『黄金』 – ジョン・ヒューストン - 『異国の出来事』 – チャールズ・ブラケット、ビリー・ワイルダー、リチャード・L・ブリーン - 『ジョニー・ベリンダ』 – アレン・ヴィンセント、イルムガード・フォン・クーベ - 『山河遥かなり』 - リチャード・シュヴァイザー、デイヴィッド・ウェクスラー - 『蛇の穴』 – ミレン・ブレンド、フランク・パートス |
| 長編ドキュメンタリー映画賞 | 短編ドキュメンタリー映画賞 |
| - The Secret Land – O. O. Dull - The Quiet One – ジャニス・ローブ | - Toward Independence - Heart to Heart - Operation Vittles |
| 短編実写映画賞（一巻） | 短編実写映画賞（二巻） |
| - Symphony of a City – エドマンド・H・リーク - Annie Was a Wonder – ハーバート・モールトン - Cinderella Horse – ゴードン・ホリングゼッド - So You Want to Be on the Radio – ゴードン・ホリングゼッド - You Can't Win – ピート・スミス | - Seal Island – ウォルト・ディズニー - Calgary Stampede – ゴードン・ホリングゼッド - Going to Blazes – ハーバート・モーガン - Samba-Mania – ハリー・グレイ - Snow Capers – トーマス・ヘッド |
| 短編アニメ賞 | |
| - 『台所戦争』 – フレッド・クインビー - 『ミッキーとあざらし』 – ウォルト・ディズニー - Mouse Wreckers – エドワード・セルザー - Robin Hoodlum – ユナイテッド・プロダクションズ・オブ・アメリカ - ドナルドとアリの王国– ウォルト・ディズニー | |
| ドラマ・コメディ音楽賞 | ミュージカル音楽賞 |
| - 『赤い靴』 – ブライアン・イースデイル - 『ハムレット』 – ウィリアム・ウォルトン - 『ジャンヌ・ダーク』 – ヒューゴー・フリードホーファー - 『ジョニー・ベリンダ』 – マックス・スタイナー - 『蛇の穴』 – アルフレッド・ニューマン | - 『イースター・パレード』 – ジョニー・グリーン、ロジャー・イーデンス - 『皇帝円舞曲』 – ヴィクター・ヤング - 『踊る海賊』 – レニー・ヘイトン - 『洋上のロマンス』 – レイ・ハインドーフ - When My Baby Smiles at Me – アルフレッド・ニューマン                                                                                           |
| 歌曲賞 | 録音賞 |
| - "ボタンとリボン" （『腰抜け二挺拳銃』） – ジェイ・リビングストン（作詞・作曲）、レイ・エバンズ（作詞・作曲） - "For Every Man There is a Woman" （『迷路』） – ハロルド・アーレン（作曲）、レオ・ロビン（作詞） - "It's Magic" （『洋上のロマンス』） – ジュール・スタイン（作曲）、サミー・カーン（作詞） - "This is the Moment" （That Lady in Ermine） – フレデリック・ホランダー（作曲）、レオ・ロビン（作詞） - "The Woody Woodpecker Song" （『危険な保険』） – ラメイ・イドリス（作詞・作曲）、ジョージ・ティブルズ（作詞・作曲） | - 『蛇の穴』 – 20世紀フォックス・スタジオ・サウンド部 - 『ジョニー・ベリンダ』 – ワーナー・ブラザース・サウンド部 - Moonrise – リパブリック・スタジオ・サウンド部 |
| 美術監督賞（白黒） | 美術監督賞（カラー） |
| - 『ハムレット』 – 美術: ロジャー・K・ファー、装置: カーメン・ディロン - 『ジョニー・ベリンダ』 – 美術: ロバート・M・ハース、装置: ウィリアム・O・ウォレス | - 『赤い靴』 – 美術: ハイン・ヘックロス、装置: アーサー・ローソン - 『ジャンヌ・ダーク』 – 美術: リチャード・デイ、装置: エドウィン・ケーシー・ロバーツ、ジョセフ・キッシュ |
| 撮影賞（白黒） | 撮影賞（カラー） |
| - 『裸の町』 – ウィリアム・H・ダニエルズ - 『異国の出来事』 – チャールズ・ラング - 『ママの想い出』 – ニコラス・ムスラカ - 『ジョニー・ベリンダ』 - テッド・マッコード - 『ジェニイの肖像』 – ジョセフ・オーガスト | - 『ジャンヌ・ダーク』 – ウィントン・C・ホック、ジョセフ・ヴァレンタイン、ウィリアム・V・スコール - 『ワイオミングの緑草』 - チャールズ・クラーク - 『カルメン』 – ウィリアム・スナイダー - 『三銃士』 – ロバート・プランク |
| 衣裳デザイン賞（白黒） | 衣裳デザイン賞（カラー） |
| - 『ハムレット』 – ロジャー・K・ファース - B.F.'s Daughter – アイリーン | - 『ジャンヌ・ダーク』 – ドロシー・ジーキンス、カリンスカ - 『皇帝円舞曲』 – イーディス・ヘッド、ジャイル・スティール |
| 編集賞 | 特殊効果賞 |
| - 『裸の町』 - ポール・ウェザーワックス - 『ジャンヌ・ダーク』 - フランク・サリヴァン - 『ジョニー・ベリンダ』 - デイヴィッド・ワイスバート - 『赤い河』 - クリスチャン・ナイビー - 『赤い靴』 - レジノルド・ミルズ | - 『ジェニイの肖像』 – ポール・イーグラー、J・マクミラン・ジョンソン、ラッセル・シェアマン、クラレンス・スリファー、チャールズ・フリーマン、ジェームス・G・スチュワート - 『海の呼び声』 – Ralph Hammeras、フレッド・サーセン、エドワード・スナイダー、ロジャー・ヒーマン                                                                |

### アカデミー名誉賞
- シド・グローマン
- アドルフ・ズーカー
- ウォルター・ウェンジャー

### 外国語映画賞
- 『聖バンサン』（ フランス）

### アカデミー子役賞
- イワン・ヤンドル

### アービング・G・タルバーグ賞
- ジェリー・ウォルド

### 統計
複数候補
- 12候補: 『ジョニー・ベリンダ』
- 7候補: 『ハムレット』、『ジャンヌ・ダーク』
- 6候補: 『蛇の穴』
- 5候補: 『ママの想い出』、『赤い靴』
- 4候補: 『山河遥かなり』、『黄金』
- 3候補: 『裸の町』
- 2候補: 『皇帝円舞曲』、『異国の出来事』、『ジェニイの肖像』、『赤い河』、『洋上のロマンス』、When My Baby Smiles at Me

複数受賞
- 4受賞: 『ハムレット』
- 3受賞: 『黄金』
- 2受賞: 『ジャンヌ・ダーク』、『裸の町』、『赤い靴』